# José Barrionuevo
Pour les articles homonymes, voir Barrionuevo.
José Barrionuevo Peña, né le 13 mars 1942 à Berja, est un homme politique espagnol membre du Parti socialiste ouvrier espagnol (PSOE).

## Personnel
Titulaire d'une licence en droit de l'Université complutense de Madrid, il est également diplômé en journalisme de l'École officielle du journalisme (EOP), mais n'a jamais exercé cette profession.
Il devient ensuite avocat, puis inspecteur du travail en 1969. Il a également été sous-directeur général du Travail du ministère du Travail durant le mandat de Manuel Jiménez de Parga.
Il est actuellement retraité, marié, et père de trois enfants.

## Politique
Au cours de ses études, il rejoint les organisations étudiantes franquistes, tout d'abord le Groupement étudiant traditionaliste (AET) puis le Syndicat universitaire espagnol (SUE).
Il s'éloigne ensuite de l'extrême droite et rejoint des groupes carlistes. Finalement, il participe en 1974 à la formation de la Convergence socialiste de Madrid, un parti de gauche qui fusionnera avec le Parti socialiste ouvrier espagnol (PSOE) en 1977.
Deux ans plus tard, il est élu conseiller municipal de Madrid et devient troisième, puis deuxième adjoint au maire, Enrique Tierno Galván, chargé de la Sécurité, et porte-parole du groupe municipal socialiste.
Le 3 décembre 1982, José Barrionuevo est nommé ministre de l'Intérieur dans le premier gouvernement conduit par Felipe González.
Il est élu représentant de Madrid au Congrès des députés lors des législatives du 22 juin 1986, puis reconduit à son poste le 26 juillet suivant dans le deuxième cabinet González.
À l'occasion d'un important remaniement ministériel, il prend la tête du ministère des Transports, du Tourisme et des Communications le 12 juillet 1988.
L'année suivante, il est réélu député de Madrid aux élections du 29 octobre 1989, et se voit reconduit dans le troisième gouvernement González le 7 décembre. Il en est débarqué lors du remaniement du 12 mars 1991.
Reconduit au Congrès des députés à la suite du scrutin anticipé du 6 juin 1993, José Barrionuevo est élu président de la commission constitutionnelle du Congrès un an plus tard, le 29 septembre 1994.
Il est élu député une dernière fois, aux législatives du 3 mars 1996, mais doit démissionner le 9 septembre 1998 après avoir été jugé par le Tribunal suprême pour ses responsabilités dans les exactions des Groupes antiterroristes de libération (GAL).
Il est aujourd'hui retiré de la vie politique.

### Le scandale des GAL
En tant que ministre de l'Intérieur, José Barrionuevo est le principal responsable de la création des Groupes antiterroristes de libération (GAL), qui pratiquèrent des actes de terrorisme orientés contre l'ETA.
À ce titre, il fut jugé et condamné par le Tribunal suprême à dix ans de prison et douze ans de privation des droits civiques pour la séquestration de Segundo Marey, un franco-espagnol, et détournement de fonds publics en juillet 1998. La Cour européenne des droits de l'homme a estimé le 12 mai 2007 que les accusés n'avaient pas eu le droit à un procès impartial du fait de l'instruction du juge Baltasar Garzón.
Le 19 décembre 1998, le Tribunal suprême espagnol accorde une réduction de peine de deux tiers à Barrionuevo. Le reste fut suspendu jusqu'en avril 2001 à la suite d'un recours en garantie des droits (amparo) devant le Tribunal constitutionnel, qui fut finalement rejeté. Il retourna alors en prison, avec un régime de troisième grade, qui équivaut à de la semi-liberté.
Ayant purgé sa peine, il est totalement libre depuis 2004.